# Pityeja bellaria
Pityeja bellaria är en fjärilsart som beskrevs av Walker 1861. Pityeja bellaria ingår i släktet Pityeja och familjen mätare. Inga underarter finns listade i Catalogue of Life.